# George Orwell
Eric Arthur Blair (Motihari, Índia Britânica, 25 de junho de 1903 – Camden, Londres, Reino Unido, 21 de janeiro de 1950), mais conhecido pelo pseudónimo George Orwell, foi um escritor, ensaísta político inglês, nascido na Índia Britânica. Sua obra é marcada por uma inteligência perspicaz e bem-amargurada, reflexo de uma consciência profunda das injustiças sociais, uma intensa oposição ao totalitarismo e uma paixão pela clareza da escrita. Sua hostilidade ao Stalinismo e pela experiência do socialismo soviético, um regime que Orwell denunciou em seu romance satírico A Revolução dos Bichos, (traduzido no Brasil também como A Fazenda dos Animais, a partir das edições de 2020) se revelou uma característica constante em sua obra.
Considerado talvez o melhor cronista da cultura inglesa do século XX, Orwell dedicou-se a escrever resenhas, ficção, artigos jornalísticos polémicos, crítica literária e poesia. É mais conhecido pelo romance distópico Nineteen Eighty-Four, escrito em 1949, e pela novela satírica Animal Farm (1945). Juntas, estas obras venderam mais cópias do que os dois livros mais vendidos de qualquer outro escritor do século XX. Um outro livro de sua autoria, Homage to Catalonia (1938) — um relato de sua experiência como combatente voluntário no lado republicano da Guerra Civil Espanhola — também é altamente aclamado, assim como seus ensaios sobre política, literatura, linguagem e cultura. Em 2008, o The Times classificou-o em segundo lugar em uma lista de "Os 50 maiores escritores britânicos desde 1945".
A influência de Orwell na cultura contemporânea, tanto popular quanto política, perdura até hoje. Vários neologismos criados por ele, assim como o termo orwelliano — palavra usada para definir qualquer prática social autoritária ou totalitária — já fazem parte do vernáculo popular.

## Biografia

### Primeiros anos de vida e educação

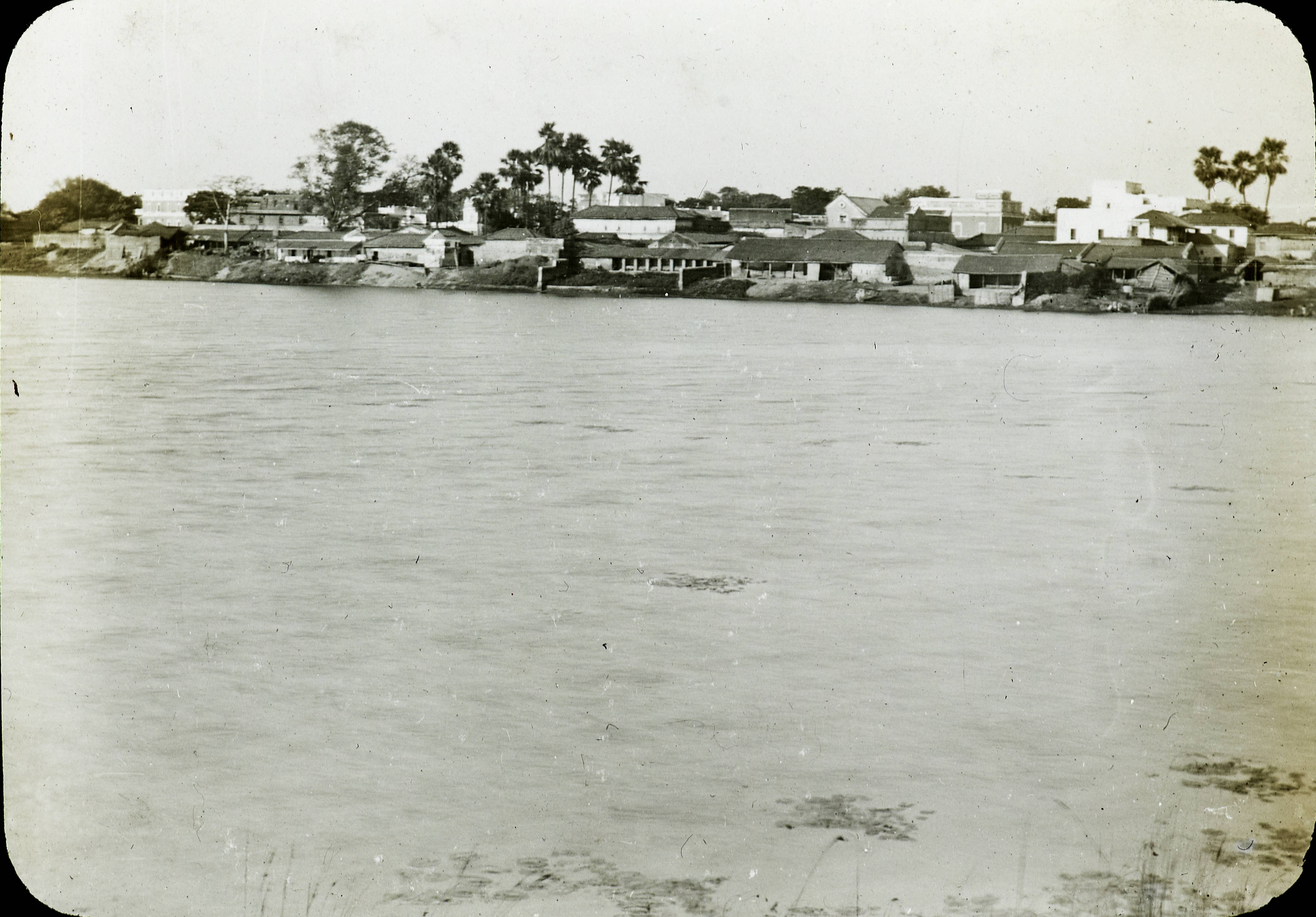
Fotografia de Motihari (atual estado de Bihar, Índia) na época do nascimento de Eric Arthur Blair (George Orwell) em 1906, então território da Índia Britânica.

Eric Arthur Blair nasceu em 25 de junho de 1903 em Motihari, parte da colônia (presidency) de Bengala, então domínio da Índia britânica, atualmente distrito de Champaran Oriental, estado de Bihar, República da Índia, próximo da fronteira do país com o Nepal. Seu bisavô paterno, Charles Blair (1776–1854), era um escocês radicado na Inglaterra que havia feito fortuna em Dorset, e se casado no final da década de 1790 com Lady Mary Fane (bisavó paterna do autor e filha de Thomas Fane, 8.º Conde de Westmorland), tendo passado os últimos dias de sua vida como senhorio de uma fazenda escravocrata na Jamaica. Seu avô, Thomas Richard Arthur Blair (1803–1867), terceiro filho de Charles e Mary, havia sido um clérigo da Igreja Anglicana. Embora Thomas tenha herdado o título de nobreza, o mesmo não ocorreu com a fortuna da família; Eric Blair descrevia sua família como sendo de "classe média-alta inferior". Seu pai Richard Walmesley Blair (1857–1939), filho caçula de seu avô e natural da Cornualha, trabalhava no Departamento de Ópio do Serviço Civil Indiano, agência do governo britânico que regulava o serviço público na colônia. Sua mãe, Ida Mabel Limouzin-Blair (1875–1943), nasceu em Penge, Surrey e cresceu na Birmânia (atual Miamar), onde o pai dela, um francês, estava envolvido em empreendimentos especulativos. Eric tinha duas irmãs: Marjorie, nascida em 1898, e Avril, nascida em 1908. Quando Eric tinha um ano de idade, sua mãe o levou para morar na Inglaterra.[a]

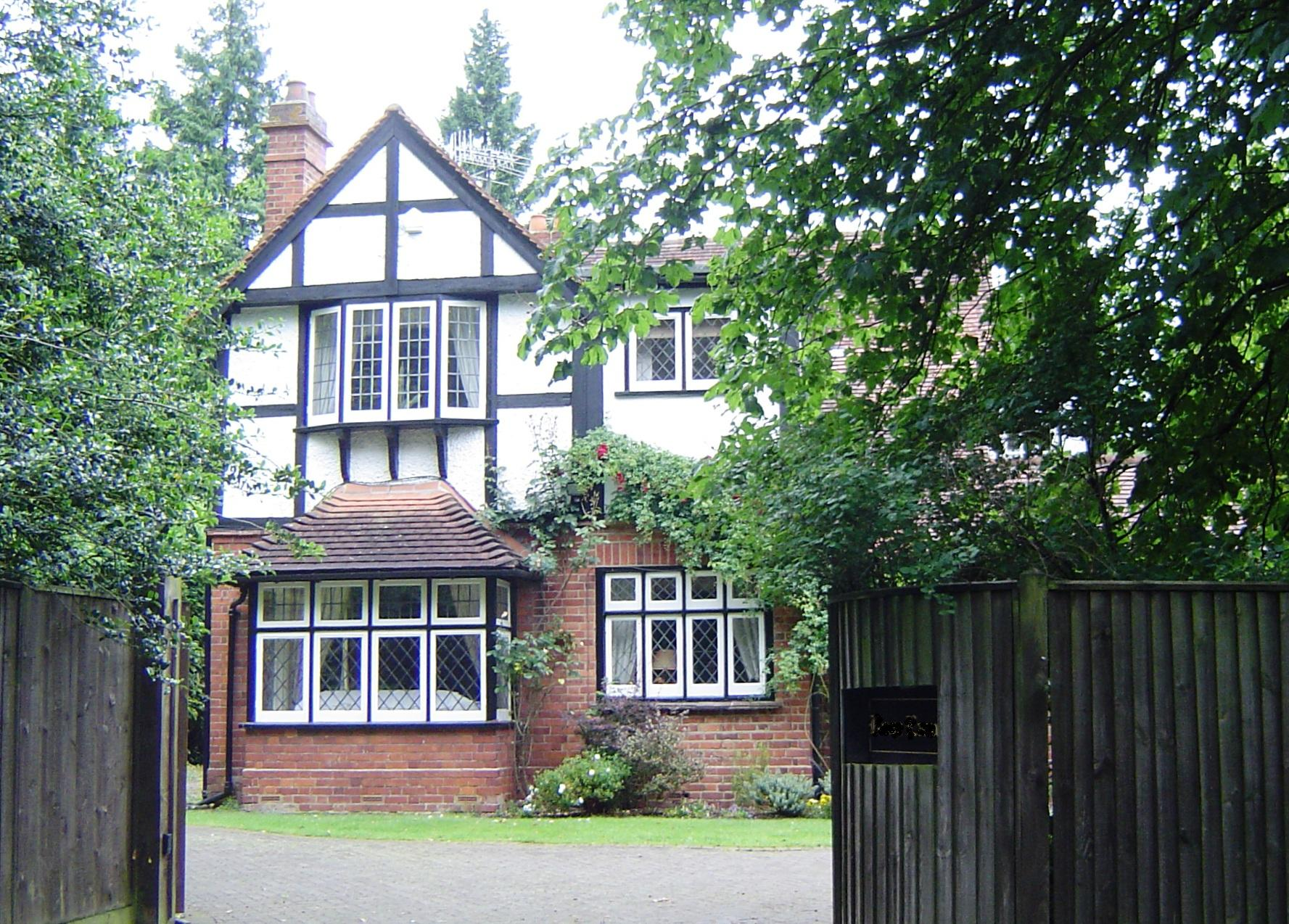
Residência da família Blair em Shiplake, perto de Henley-on-Thames, Oxfordshire, Inglaterra.

Em 1904, Eric e sua família se estabeleceram em Shiplake, nos arredores da cidadezinha de Henley-on-Thames, no interior de Oxfordshire, uma localidade entre Oxford e Londres. Eric foi criado na companhia de sua mãe e das irmãs e, com exceção de breves visitas, ele não veria o pai, que trabalhava na Irlanda (ilha), novamente até o ano de 1912. O diário de sua mãe, datado de 1905, indica que a família praticava uma animada rodada das atividades sociais e possuía vastos interesses artísticos. A família se mudou para o vilarejo de Shiplake antes da Primeira Guerra Mundial e Eric fez amizade com a família Buddicom, ingleses de Plymouth, Devon, em especial com Jacintha Buddicom (1901–1993), que também se tornaria poetisa. Quando se conheceram, Eric estava se equilibrando de cabeça para baixo em um campo e, ao ser perguntado a razão pela qual o fazia, respondeu: "você é mais notado se você se equilibrar de cabeça para baixo do que se você ficar de cabeça para cima". Jacintha e Eric liam e escreviam poemas e sonhavam em se tornar escritores famosos. Nessa época, Eric havia confessado à amiga que poderia vir a escrever um livro semelhante a A Modern Utopia, romance de H. G. Wells (1866–1946), um de seus ídolos de infância. Durante este período, ele gostava de caçar, pescar e observar aves com o irmão e a irmã de Jacintha.
Aos cinco anos de idade, Eric Blair começou a frequentar o internato em Henley-on-Thames onde Marjorie havia sido matriculada. Tratava-se de um convento católico dirigido por irmãs Ursulinas francesas, exiladas de seu país de origem após o ensino religioso ter sido banido de lá em 1903. Sua mãe queria que ele fosse educado em uma escola privada, mas a família não era suficientemente rica para pagar as mensalidades, tornando-se, pois, necessário conseguir para ele uma bolsa de estudos. O irmão de Ida Blair, Charles Limouzin, que vivia na costa sul da Inglaterra, foi encarregado de encontrar a melhor escola possível para preparar Eric para os mais altos desafios — a família acreditava que a formação dele era mais importante do que a das irmãs — e, assim sendo, ele recomendou a Escola de São Cipriano, em Eastbourne, Sussex. Limouzin, que era um hábil jogador de golfe, entrou em contato com o diretor da escola através do Eastbourne Royal Golf Club, onde ele havia ganhado várias competições em 1903 e 1904. O diretor se comprometeu a ajudar Eric a ganhar a bolsa, e fez um acordo, que permitiu que os pais de Blair pagassem apenas metade das mensalidades normais. Blair odiou a escola, tendo o seu ensaio Such, Such Were the Joys, publicado postumamente, sido baseado nas suas experiências nela. Na escola São Cipriano, Blair conheceu Cyril Connolly, que também se tornaria um escritor notável e que, como editor da revista Horizon, publicou muitos dos ensaios de Orwell. Enquanto esteve na escola, Blair escreveu dois poemas que foram publicados no Henley and South Oxfordshire Standard, um jornal local, ficou em segundo lugar (atrás de Connolly) no Prémio de História Harrow, onde teve o seu trabalho elogiado pelo examinador externo da escola, e ganhou bolsas de estudo para o Wellington College e o Eton College, dois dos mais distintos internatos ingleses.
Depois de passar um período em Wellington, em 1917 Blair tornou-se "bolsista do rei" em Eton, onde permaneceu até 1921. Seu tutor era A. S. F. Gow, um companheiro do Trinity College em Cambridge, que continuou sendo uma fonte de conselhos durante sua carreira. Em Eton, Blair teve Aldous Huxley como professor de francês por um breve período de tempo. No entanto, não se tem evidências de contato entre os dois fora da sala de aula, com exceção de uma carta de Huxley para Blair datada de 21 de outubro de 1949, após a publicação de Nineteen Eighty-Four, onde ele cumprimentou o ex-aluno pelo "excelente e profundamente importante livro". Cyril Connolly também seguiu para Eton, mas não teve a oportunidade de conviver com Blair, visto que estavam em séries diferentes. Os boletins de Blair sugerem que ele negligenciou os estudos acadêmicos, embora ele tenha então trabalhado com Roger Mynors na produção de uma revista acadêmica e participado dos Jogos Eton Wall. Seus pais não possuíam dinheiro suficiente para matriculá-lo numa universidade sem a ajuda de uma bolsa de estudos, chegando a conclusão de que suas notas baixas tornariam-no incapaz de obter tal benesse. De acordo com um de seus amigos, Steven Runciman, Blair possuía uma ideia romântica sobre o Oriente e, por algum motivo, foi decidido que ele deveria fazer parte da Polícia Imperial Indiana. Para tal, era deveria passar um exame de admissão. Naquela época, seu pai havia-se aposentado em Southwold, Suffolk, e Blair foi matriculado em um "cursinho" denominado "Craighurst", onde estudou arte e cultura clássicas, Inglês e História. Blair foi aprovado no sétimo lugar entre os 27 classificados.

### Birmânia
A avó de Blair morava em Moulmein e, devido ao fato de possuir parentes na região, decidiu trabalhar na Birmânia (atual Myanmar). Em outubro de 1922, navegou a bordo do SS Herefordshire via Canal do Suez e Ceilão para assumir o seu cargo na Polícia Imperial Indiana em Birmânia. Um mês depois, chegou a Rangum e partiu rumo a Mandalay, onde se localizava a escola de formação policial. Depois de uma curta passagem por Maymyo, principal posto policial das montanhas de Birmânia, foi enviado, no início de 1924, para o posto fronteiriço de Myaungmya no Delta do Irrawaddy.
A vida enquanto polícia imperial trouxe responsabilidades consideráveis para o jovem Blair, enquanto a maioria dos seus conhecidos estavam na universidade em Inglaterra. Quando ele foi enviado para Twante como oficial subdivisional, era responsável pela segurança de cerca de 200 000 pessoas. No final de 1924, foi promovido a Assistente de Superintendente Distrital e enviado para Sirião, mais perto de Rangum. Em setembro de 1925, foi para Insein, onde se localiza a segunda maior prisão de Burma. Em Insein mantinha "longas conversas sobre todos os assuntos possíveis" com uma amiga jornalista, Maria Elisa Langford-Rae (que mais tarde se tornaria esposa de Kazi Lhendup Dorjee), que observou o seu "senso de justiça absoluta nos mínimos detalhes".
Em abril de 1926, mudou-se para Moulmein, onde morava a sua avó. No final daquele ano, foi para Katha onde, em 1927, contraiu dengue. Tinha o direito de voltar para Inglaterra naquele ano e, devido à doença, foi autorizado a voltar para casa mais cedo, em Julho. Enquanto estava de licença em Inglaterra no ano de 1927, reavaliou a sua vida e demitiu-se da Polícia Imperial Indiana, com a intenção de se tornar escritor. A sua experiência como polícia em Burma inspirou o romance Burmese Days (1934) e os ensaios "A Hanging" (1931) e "Shooting an Elephant" (1936).

### Londres e Paris

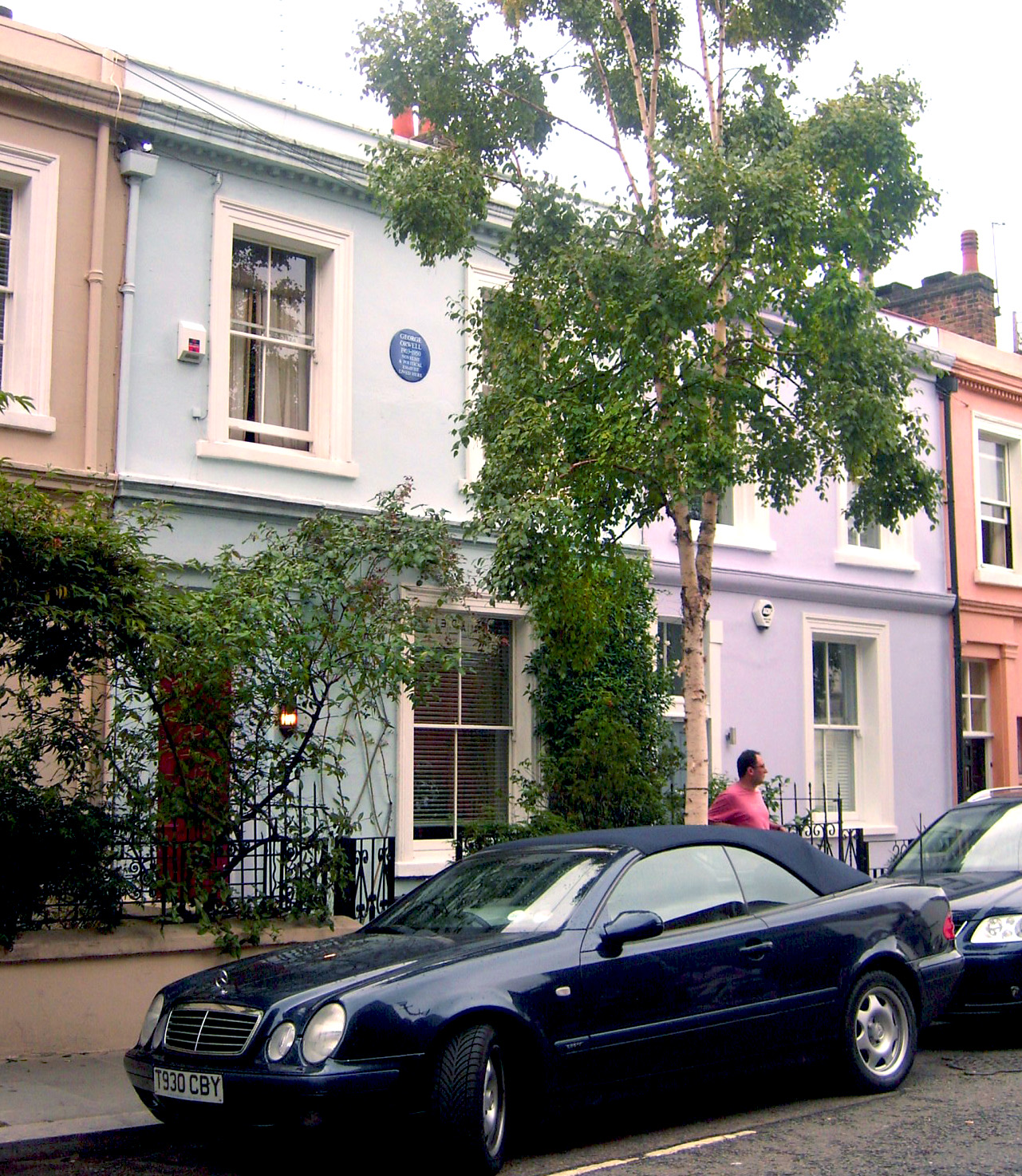
Residência de Blair em Portobello Road.

De volta à Inglaterra, foi morar na casa da família em Southwold, Suffolk, onde restabeleceu laços com amigos e participou de um jantar com ex-alunos do Eton College. Visitou seu antigo tutor, A. S. F. Gow, na Universidade de Cambridge, a fim de obter conselhos sobre como se tornar um escritor. Como resultado, decidiu mudar-se para Londres. Ruth Pitter, uma conhecida da família, ajudou-o  a encontrar um alojamento e, até o final de 1927, ele morou em um quarto em Portobello Road (uma placa azul, em sua homenagem, foi colocada nessa residência). Pitter se interessou por seus escritos, já que ele coletava material literário sobre uma classe social diferente da dele: os nativos em Burma.

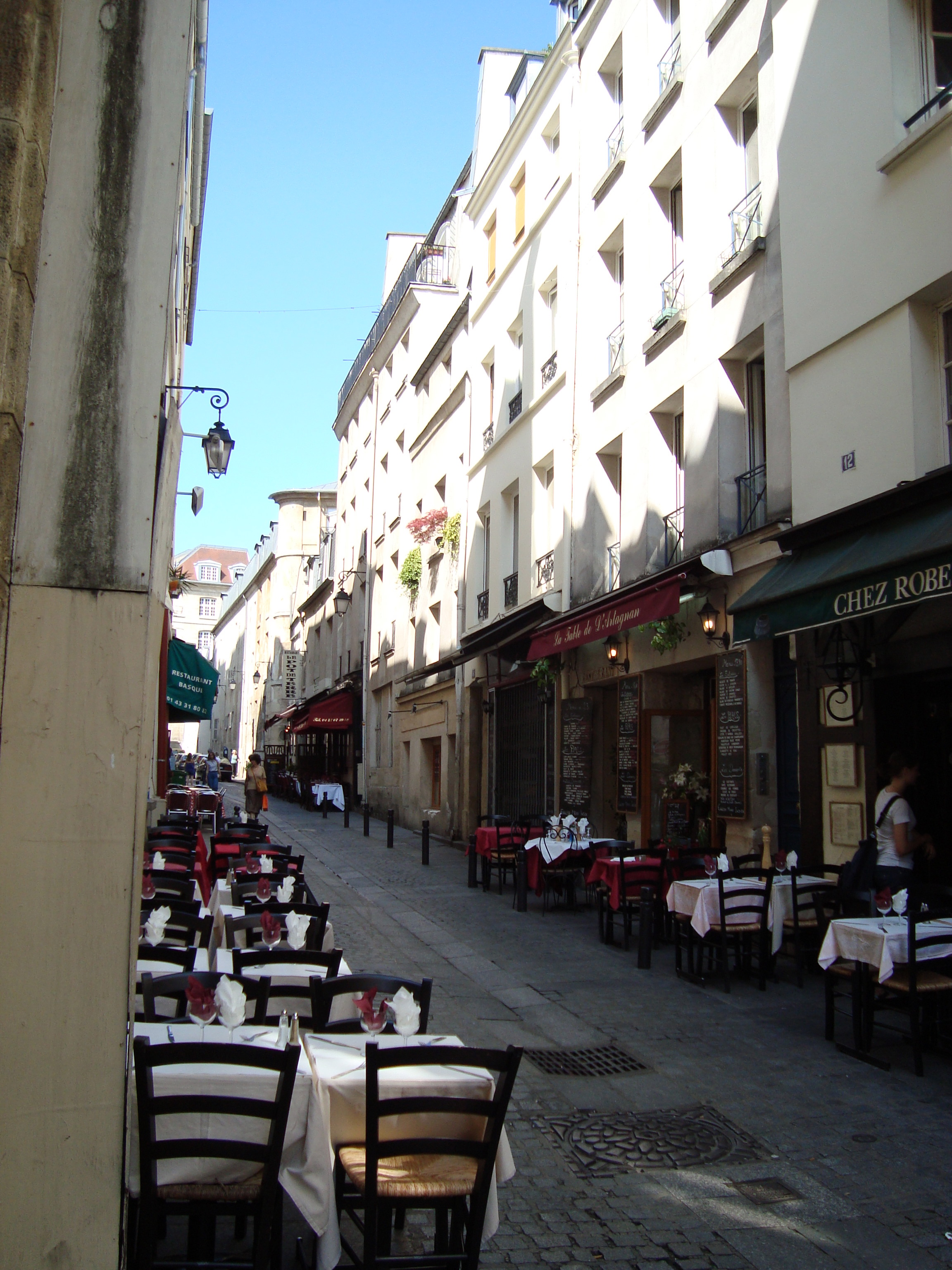
Rue du Pot-de-Fer, onde Blair viveu em Paris.

Seguindo o exemplo de Jack London, a quem admirava, Blair começou a fazer expedições exploratórias nas favelas de Londres. Em seu primeiro passeio, ele foi a Limehouse Causeway - uma das áreas mais pobres e degradadas de Londres, na época - a fim de passar uma noite em um alojamento popular. Por algum tempo, Blair viveu como "um nativo" de seu próprio país, vestindo-se como um mendigo, sem concessões aos costumes e às expectativas da classe média. Ele registraria suas experiências de vida na pobreza em The Spike, seu primeiro ensaio publicado, e na segunda metade de seu primeiro livro, Down and Out in Paris and London (1933).
Na primavera de 1928, mudou-se para Paris, onde o custo relativamente baixo de vida e o estilo de vida boêmio eram atrativos para muitos aspirantes a escritores. Morou na Rue du Pot-de-Fer, no 5.º arrondissement. Sua tia  Ellen (Nellie) Kate Limouzin  também morava em Paris, com o esperantista Eugène Lanti, e lhe algum apoio social e, quando necessário, financeiro. Ele começou então a escrever romances, incluindo uma versão preliminar de Burmese Days, mas nenhum outro trabalho sobreviveu a esse período.   Mais bem sucedido como jornalista, ele publicou artigos no Monde (não confundir com o Le Monde), G. K.'s Weekly e Le Progres Civique (fundada pela coalizão de esquerda Le Cartel des Gauches).
Ele adoeceu gravemente em março de 1929 e, pouco depois, teve todo o seu dinheiro roubado na hospedaria. Seja por necessidade ou simplesmente para coletar material literário, realizou trabalhos domésticos, como lavador de pratos num hotel de luxo na Rue de Rivoli, o que lhe proporcionou  experiências que seriam relatadas em Down and Out in Paris and London. Em agosto de 1929, enviou uma cópia de The Spike para a revista New Adelphi, em Londres, pertencente a John Middleton Murry, que havia deixado o controle editorial nas mãos de Max Plowman e Sir Richard Rees. Plowman aceitou publicar a obra.

### Revolução Espanhola
Juntou-se à luta no POUM (Partido Operário de Unificação Marxista), uma milícia de marxistas revolucionários não-estalinistas contra Francisco Franco e seus aliados Mussolini e Hitler, na Guerra Civil Espanhola. Foi ferido no pescoço. Uma bala danificou-lhe as cordas vocais, saindo pelas costas, e desde então sua voz ficou ligeiramente inaudível. Mais tarde escreveria o livro Homage to Catalonia, em que relata sua experiência no conflito.

### Morte

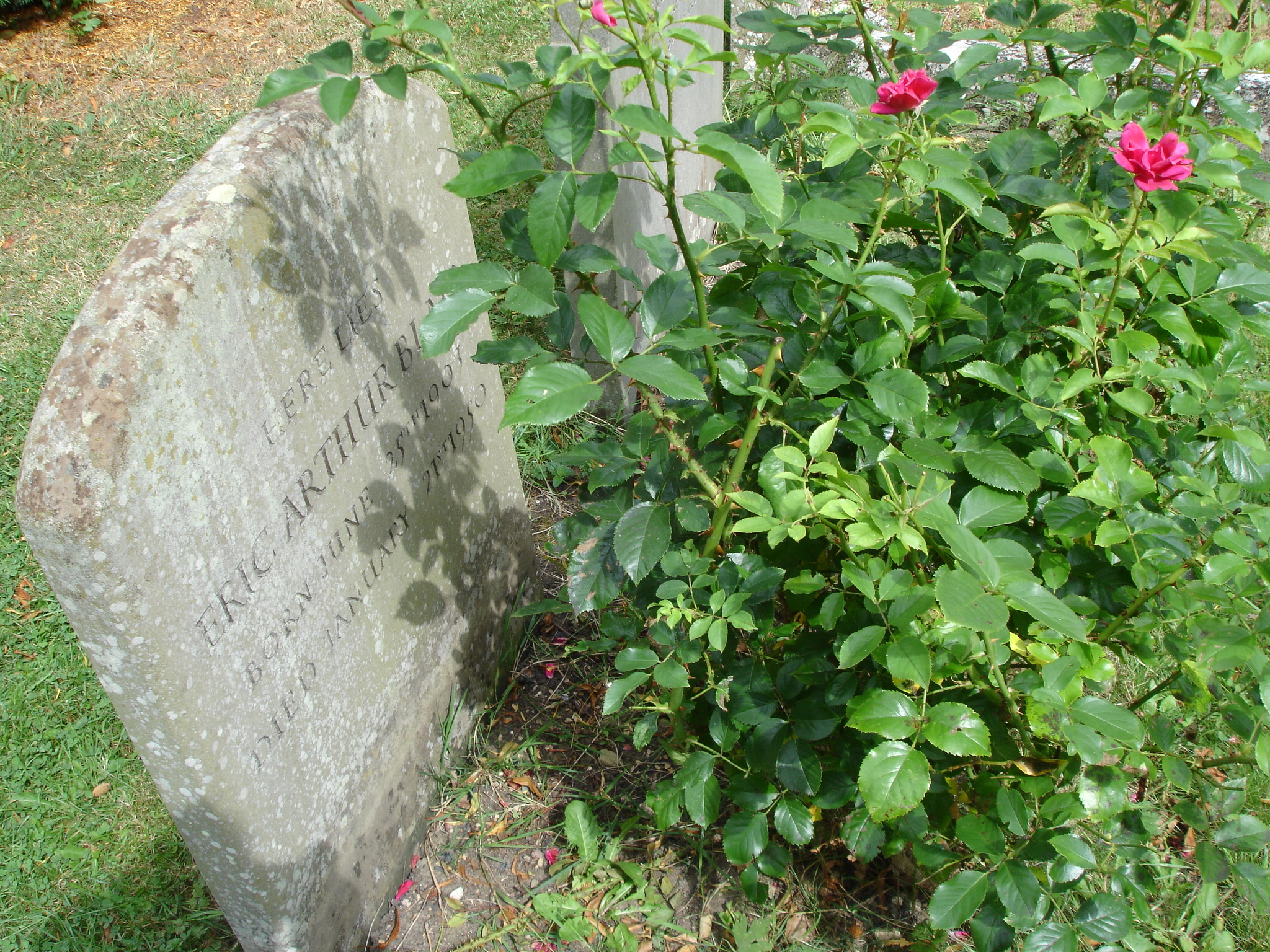
Lápide de George Orwell.

Orwell morreu em Londres de tuberculose, aos 46 anos de idade. Tendo solicitado um funeral de acordo com os ritos anglicanos, foi enterrado na All Saints' Churchyard, Sutton Courtenay, Oxfordshire, com o simples epitáfio: "Here lies Eric Arthur Blair, born June 25, 1903, died January 21, 1950" ("Aqui jaz Eric Arthur Blair, nascido em 25 de junho de 1903, falecido em 21 de janeiro de 1950"); nenhuma menção é feita a seu célebre pseudónimo.

## Posições ideológicas
Orwell reconheceu que o nazismo era uma forma de capitalismo que empresta do socialismo apenas as características que o tornarão eficiente para fins bélicos. Em 1944, escreveu que "a palavra 'fascismo' é quase inteiramente sem sentido… quase qualquer inglês aceitaria 'valentão' como sinônimo de 'fascista'", nesse sentido, também descreveu a palavra como algo que já não tem qualquer significado, exceto para significar algo não desejável.
Em 1946, o autor previu o colapso da União Soviética que "o regime russo ou se democratiza ou morrerá". Foi considerado pelo historiador Robert Conquest, dos EUA, como uma das primeiras pessoas que fizeram tal previsão. De acordo com um artigo de Conquest, publicado em 1969, "Com o tempo, o mundo comunista será confrontado com uma crise fundamental. Não podemos dizer com certeza que ele vai se democratizar. Mas tudo indica que ele terá, como disse Orwell, que se democratizar ou perecer … Temos também, no entanto, que estar preparados para lidar com as mudanças cataclísmicas, pois a agonia do aparelho estatal atrasado do pais, pode ser destrutiva e perigosa".
Em seu texto “Notes on Nationalism” cita o catolicismo político como uma forma de ideologia (ele chamou-o de "nacionalismo", em um sentido diferente do tradicionalmente empregado ao termo) independente de qualquer outro.
Quanto ao movimento de não-violência Orwell argumentou que a estratégia de resistência não violenta de Gandhi poderia funcionar em países com "uma imprensa livre e o direito de reunião" que possibilitassem "não apenas apelar à opinião pública externa, mas atrair uma massa de pessoas para o movimento, ou mesmo para tornar suas intenções conhecidas pelo adversário"; sem essas condições, o escritor era cético quanto à eficiência da abordagem de Gandhi.
No final da Segunda Guerra Mundial, o escritor inglês usou o termo guerra fria em seu ensaio "Você e a bomba atômica", publicado em 19 de outubro de 1945 no jornal britânico Tribune. Contemplando um mundo vivendo à sombra da ameaça da guerra nuclear, Orwell olhou para as previsões de James Burnham de um mundo polarizado, escrevendo:
Olhando para o mundo como um todo, a deriva por muitas décadas não foi em direção à anarquia, mas em direção à reimposição da escravidão […] A teoria de James Burnham tem sido muito discutida, mas poucas pessoas ainda consideraram suas implicações ideológicas — isto é, o tipo da visão de mundo, do tipo de crenças e da estrutura social que provavelmente prevaleceria em um Estado ao mesmo tempo inconquistável e em permanente estado de "guerra fria" com seus vizinhos.
No The Observer de 10 de março de 1946, Orwell escreveu: "após a conferência de Moscou em dezembro passado, a Rússia começou a fazer uma 'guerra fria' contra a Grã-Bretanha e o Império Britânico".

## Influência na linguagem e na escrita
Em seu ensaio "Política e Língua Inglesa" (1946), Orwell escreveu sobre a importância de uma linguagem precisa e clara, argumentando que a escrita vaga pode ser usada como uma ferramenta poderosa de manipulação política porque molda a maneira como pensamos. Nesse ensaio, Orwell fornece seis regras para escritores:

1. Nunca use uma metáfora, símile ou outra figura de linguagem que você está acostumado a ver impressa.
2. Nunca use uma palavra longa onde uma curta servirá.
3. Se for possível cortar uma palavra, corte-a sempre.
4. Nunca use o passivo onde você pode usar o ativo.
5. Nunca use uma frase estrangeira, uma palavra científica ou um jargão se você puder pensar em um equivalente em inglês do dia-a-dia.
6. Quebre qualquer uma dessas regras antes de dizer algo completamente bárbaro.

Andrew N. Rubin argumenta que "Orwell afirmou que devemos estar atentos a como o uso da linguagem tem limitado nossa capacidade de pensamento crítico, assim como devemos estar igualmente preocupados com as maneiras pelas quais os modos dominantes de pensamento remodelaram a própria linguagem que nós usamos."
O adjetivo "orwelliano" conota uma atitude e uma política de controle pela propaganda, vigilância, desinformação, negação da verdade e manipulação do passado. Em 1984, Orwell descreveu um governo totalitário que controlava o pensamento controlando a linguagem, tornando certas ideias literalmente impensáveis. Várias palavras e frases de 1984 entraram na linguagem popular de língua inglesa. "Novilíngua" é uma linguagem simplificada e ofuscante projetada para tornar o pensamento independente impossível. "Duplipensar" significa sustentar duas crenças contraditórias simultaneamente. A "Polícia do Pensamento" é aquela que suprime todas as opiniões divergentes. "Prolefeed" é homogeneizada, fabricada literatura superficial, filme e música usados para controlar e doutrinar a população através da docilidade. "Big Brother" é um ditador supremo que observa a todos.

Orwell pode ter sido o primeiro a usar o termo "guerra fria" para se referir ao estado de tensão entre as potências do Bloco Ocidental e do Bloco Oriental que se seguiu à Segunda Guerra Mundial em seu ensaio, "You and the Atom Bomb", publicado em Tribune em 19 de outubro de 1945. Escreveu:
"Podemos estar caminhando não para um colapso geral, mas para uma época tão terrivelmente estável como os impérios escravistas da antiguidade. A teoria de James Burnham foi muito discutida, mas poucas pessoas ainda consideraram suas implicações ideológicas — isto é, o tipo de mundo — visão, o tipo de crenças e a estrutura social que provavelmente prevaleceria em um Estado que era ao mesmo tempo invencível e em estado permanente de 'guerra fria' com seus vizinhos."

## Obras

### Romances
George Orwell publicou seis romances:
- Burmese Days (1934) — (Brasil: Dias na Birmânia / Portugal: Dias da Birmânia[41])
- A Clergyman's Daughter (1935) — (Brasil: A Filha do Reverendo / Portugal: A Filha do Pároco/A Filha de um Reitor[41])
- Keep the Aspidistra Flying (1936) — (Brasil: Mantenha o Sistema/Moinhos de Vento/A Flor da Inglaterra[42] / Portugal: O Vil Metal)
- Coming Up for Air (1939) — (Um Pouco de Ar, Por Favor!)
- Animal Farm (1945) — (Brasil: A Revolução dos Bichos/A Fazenda dos Animais/A Fazenda dos Bichos / Portugal: O Porco Triunfante/O Triunfo dos Porcos/A Quinta dos Animais[41])
- Nineteen Eighty-Four (1984) (1949)

### Baseadas em experiências pessoais
Enquanto a substância de muitos dos romances de Orwell, particularmente Burmese Days, é tirado de suas experiências pessoais, as obras a seguir são apresentadas como documentários narrativos, ao invés de fictícios.
- Down and Out in Paris and London (1933)[40] — (Brasil: Na Pior em Paris e Londres / Portugal: Na Penúria em Londres e em Paris[41])
- The Road to Wigan Pier (1937)[40] — (Brasil: A Caminho de Wigan / Portugal: O Caminho para Wigan Pier[41])
- Homage to Catalonia (1938)[40] — (Brasil: Lutando na Espanha / Portugal: Homenagem à Catalunha[41])

### Ensaios, artigos e outros escritos[43]
| - "The Spike" (1931) - "A Hanging" (1931) - "Shooting an Elephant" (1936) - "Bookshop Memories" (1936) - "Charles Dickens" (1939) - "Boys' Weeklies" (1940) - "Inside the Whale" (1940) - "The Lion and The Unicorn: Socialism and the English Genius" (1941) - "Wells, Hitler and the World State" (1941) - "The Art of Donald McGill" (1941) - "Rudyard Kipling" (1942) - "Looking Back on the Spanish War" (1943) - "W. B. Yeats" (1943) - "Benefit of Clergy: Some notes on Salvador Dali" (1944) - "Arthur Koestler" (1944) - "Raffles and Miss Blandish" (1944) | - "Notes on Nationalism" (1945) - "How the Poor Die" (1946) - "A Nice Cup of Tea" (1946) - "The Moon Under Water" (1946) - "Politics vs. Literature: An Examination of Gulliver's Travels" (1946) - "Politics and the English Language" (1946) - "Second Thoughts on James Burnham" (1946) - "Decline of the English Murder" (1946) - "Some Thoughts on the Common Toad" (1946) - "A Good Word for the Vicar of Bray" (1946) - "In Defence of P. G. Wodehouse" (1946) - "Why I Write" (1946) - "The Prevention of Literature" (1946) - "Such, Such Were the Joys" (1946) - "Lear, Tolstoy and the Fool" (1947) - "Reflections on Gandhi" (1949) |

### Poemas[43]
- "Romance"
- "A Little Poem"
- "Awake! Young Men of England"
- "Kitchener"
- "Our Minds are Married, But we are Too Young"
- "The Pagan"
- "The Lesser Evil"
- "Poem from Burma"